# Zăganu
Zăganu este un munte în partea de vest a Masivului Ciucaș, în Carpații Orientali.
Numele provine de la zăgan (Gypaetus barbatus, vulturul bărbos), o specie de vultur mare, cu penajul negru-cenușiu pe spate, coadă și aripi, alb-gălbui pe cap, gât și partea ventrală și cu pene negre în formă de barbă sub cioc. Această specie care popula Munții Ciucaș a fost vânată până la dispariție.
Cele mai înalte vârfuri ale Culmii Zăganu sunt:
- Vârful Gropșoarele (1883 m)
- Vârful Zăganu (1817 m)

La poalele Zăganului se află stațiunea montană Cheia, în județul Prahova.